# Botryosphaeria mamane
Botryosphaeria mamane är en svampart som beskrevs av D.E. Gardner 1997. Botryosphaeria mamane ingår i släktet Botryosphaeria och familjen Botryosphaeriaceae.   Inga underarter finns listade i Catalogue of Life.